# Sääse (Tapa)
Sääse is een voormalige plaats in de Estlandse provincie Lääne-Virumaa, die behoorde tot de gemeente Tapa. De plaats had 316 inwoners op 1 januari 2021 en had de status van vlek (Estisch: alevik).
Tot oktober 2017 behoorde Sääse tot de gemeente Tamsalu. In die maand ging Tamsalu op in de gemeente Tapa.
Op 20 september 2021 maakte Jaak Aab, de minister voor Openbaar Bestuur, bekend dat de vlek Sääse was opgeheven en bij de stad Tamsalu gevoegd.